# Privolžskij rajon (Oblast' di Astrachan')
Il Privolžskij rajon (in russo Приволжский район?) è un rajon dell'Oblast' di Astrachan', nella Russia europea; il capoluogo è Načalovo. Istituito nel 1980, ricopre una superficie di 840,49 chilometri quadrati ed ospita una popolazione di circa 43.000 abitanti.